# 羅拔圖·蘇達度
羅拔圖·蘇達度·里奴（西班牙語：Roberto Soldado Rillo，西班牙語發音：[roˈβeɾto solˈdaðo ˈriʎo]，1985年5月27日—）是一名西班牙足球運動員，擔任前鋒。

## 球會生涯
蘇達度出生於華倫西亞市，從小就在當地一家名字叫Don Bosco CF的足球學校踢球。由於出色的足球天份，蘇達度在15歲時，被經常在西班牙招攬天才球童的皇家馬德里邀請加盟。蘇達度在先代表皇家馬德里的青年軍，很快便提升到預備組，但入球依然停不了，一隊上陣的機會隨之而來。他的第一場西甲比賽的對手就是家鄉球隊華倫西亞，可是當年的皇家馬德里巨星如雲，很難得到正選機會。在2006/07賽季外借至西甲球隊奧沙辛拿。在奧沙辛拿，蘇達度表現出他天生射手的本質，協助球會取得聯賽第4名的歷史最佳成績，同時也得到來季參加歐聯的資格。2007年，這位年輕射手與皇家馬德里的合約快將結束，皇家馬德里替他開出新合同，並予以9號球衣給他，看似球會對他委以重任，可是事與願違，蘇達度還没有得到太多上陣機會，該賽季後最終選擇離隊他投。當時有很多西甲球隊對他感到興趣，他的父親亦表示，他的兒子希望有一天可以為家鄉球隊效力，可是當時的華倫西亞擁有現時西班牙的傳奇射手大卫·比利亚，並没有意思收購他。最後他加盟了赫塔費。

### 華倫西亞
2010年，華倫西亞出售了隊中的皇牌射手大卫·比利亚，迅即從赫塔費以一千萬歐元購入蘇達度補充。蘇達度終達成了為家鄉球隊效力的心願。

### 熱刺
2013年8月1日，華倫西亞同意將蘇達度賣給英超球隊熱刺，轉會費高達二千六百萬磅但他在熱刺時的表現不佳，在所有賽事中上陣76場只攻入16球，並逐漸失去正選。

### 維拉利爾
2015年夏天，蘇達度回到西甲加盟維拉利爾。

### 费内巴切
2017年8月11日，费内巴切正式签下了比利亚雷亚尔前锋索尔达多。费内巴切官方此前就表示，他们就索尔达多的转会事宜达成了初步协议，现在转会已经正式完成，双方签下了一份“2+1”的合同。